# (2476) Andersen
(2476) Andersen (1976 JF2) – planetoida z pasa głównego asteroid okrążająca Słońce w ciągu 5,25 lat w średniej odległości 3,02 au. Odkryta 2 maja 1976 roku.